# Engin Bekdemir
Engin Bekdemir (* 7. Februar 1992 in Beringen) ist ein belgisch-türkischer Fußballspieler.

## Karriere

### Verein
Bekdemir kam in der belgischen Kleinstadt Beringen als Sohn türkischer Arbeiter zur Welt. Die Familie war aus der türkischen Schwarzmeerprovinz Giresun nach Belgien emigriert. Bekdemir wuchs in einfachen Verhältnissen auf. Sein Vater war Bergmann, seine Mutter Hausfrau. Mit fünf Jahren startete er in der Jugend von seinem Ortsverein KVK Beringen mit dem Vereinsfußball.
Mit acht Jahren nahm sein Verein an einem Turnier teil, an dem auch die Jugendmannschaften solcher großen Vereine wie PSV Eindhoven teilnahmen. In der Partie seiner Mannschaft gegen die Jugendmannschaft von PSV Eindhoven fiel Bekdemir den Talentsichtern von Eindhoven auf. So wechselte er 2001 in die Jugend von PSV Eindhoven. Hier trainierte er unter ehemaligen bekannten Spielern wie Phillip Cocu und Ernest Faber. 2008 erhielt er einen Profi-Vertrag über drei Spielzeiten, spielte aber weiterhin für die Reservemannschaft seines Klubs.
2009 wurde er vom Jorge Nuno Pinto da Costa gescoutet und zum FC Porto geholt. Hier spielte und trainierte er das erste Jahr bei der Reservemannschaft. Erst gegen Ende der Saison 2009/10 wurde er vom Trainer der Profis André Villas-Boas auch am Training der Profimannschaft beteiligt. Die Spielzeit 2010/12 trainierte er fast ausschließlich mit den Profis und wurde auch in dem Kader genannt. Jedoch kam er nicht zu Spieleinsätzen.
Ohne ein Spiel für Porto absolviert zu haben, wechselte er zum Sommer 2011 in die höchste türkische Spielklasse zu Kayserispor. In seiner ersten Saison war er überwiegend für die Reservemannschaft aktiv, jedoch absolvierte er auch für das Profi-Team zwei Süper-Lig-Spiele.
Im Sommer 2014 wechselte Bekdemir innerhalb der Liga zu Çaykur Rizespor.
Bereits nach einer Saison verließ Bekdemir Rizespor und heuerte stattdessen beim Ligarivalen Eskişehirspor. Bei diesem Verein etablierte er sich schnell zum Stammspieler und anschließend zum Leistungsträger. Nachdem sein Verein zum Saisonende 2015/16 den Klassenerhalt verfehlte und er damit vertragsbedingt ablösefrei den Verein verlassen durfte, wurde Bekdemir mit Vereinen wie Galatasaray Istanbul in Verbindung gebracht. Entgegen diesen Nachrichten wechselte er zum Ligarivalen Osmanlıspor FK und im Januar 2019 von hier zum Stadt- und Ligarivalen Gençlerbirliği Ankara. Mit diesem Verein verfehlte er zum Saisonende den Klassenerhalt und ging mit ihm in die TFF 1. Lig. Hier gelang ihm mit seinem Verein die Vizemeisterschaft der Liga und damit der direkte Wiederaufstieg.
Mit seinem Vertragsende zum Sommer 2019 verließ Bekdemir die Hauptstädter und wurde vom Zweitligisten Altınordu Izmir verpflichtet.

### Nationalmannschaft
Bekdemir fing früh an, für die türkischen Jugendnationalmannschaften zu spielen. Er durchlief ab der U-15 nahezu alle Jugendmannschaften. 2009 nahm er mit der türkischen U-17-Auswahl an der U-17-Fußball-Weltmeisterschaft 2009 teil und erreichte mit seiner Mannschaft das Viertelfinale. 
Mit der U-19 nahm er an der U-19-Fußball-Europameisterschaft 2011 teil, schied bereits in der Gruppenphase mit seiner Mannschaft aus dem Turnier aus. 
Zudem spielte er 2011 einmal für die zweite Auswahl der türkischen Nationalmannschaft. 
Im Rahmen zweier Freundschaftsspiele wurde Bekdemir zum ersten Mal in seiner Karriere für die Türkische U-21-Nationalmannschaft nominiert.

## Erfolge
Gençlerbirliği Ankara
- Vizemeister der TFF 1. Lig und Aufstieg in die Süper Lig: 2018/19

Mit der Türkischen A2-Nationalmannschaft
- Sieger im International Challenge Trophy: 2011–13
- Zweiter im International Challenge Trophy: 2015